# Åke Wallenquist
| Odkryte planetoidy: 1 | Odkryte planetoidy: 1 |
| --------------------- | --------------------- |
| (1980) Tezcatlipoca   | 19 czerwca 1950       |
| 1.                    |                       |

Åke Anders Edvard Wallenquist (ur. 16 stycznia 1904 w Västervik, zm. 8 kwietnia 1994 w Uppsali) – szwedzki astronom.

## Życiorys
Był studentem Östena Bergstranda na Uniwersytecie w Uppsali. W latach 1928–1935 pracował w Obserwatorium Bosscha w Indonezji (wówczas kolonii holenderskiej). W 1948 roku objął stanowisko profesora w Kvistabergs observatorium, podlegającemu Uniwersytetowi w Uppsali.
Początkowo zajmował się obserwacjami gwiazd podwójnych, potem poświęcił się badaniom gromad otwartych. Był aktywnym członkiem Królewskiej Szwedzkiej Akademii Nauk. Od lat 50. prowadził intensywną działalność popularyzatorską.
Jego imieniem nazwano planetoidę (2114) Wallenquist.